# سيمور آي شوارتز
سيمور آي شوارتز (بالإنجليزية: Seymour I. Schwartz)‏ دكتوراه في الطب، زميل كلية الجراحين الأمريكية (22 يناير 1928-28 أغسطس 2020) كان أستاذ الخريجين المتميز لقسم الجراحة في جامعة روتشستر في روتشستر، نيويورك. كان أحد أكثر الجراحين إنتاجًا وتكريمًا في التاريخ الأمريكي وكان له نجاحات أخرى خارج مجال الطب كمؤلف مشهور ومؤرخ رسم الخرائط. من أبرز إنجازاته في الجراحة تأليف كتاب «مبادئ شوارتز للجراحة» الذي يعتبر أحد أعظم كتب الجراحة على مر العصور، والمرجع الرئيسي للجراحة للأطباء وطلاب الطب في جميع أنحاء العالم، كان رئيس قسم الجراحة في جامعة روتشستر (1987-1998)، ورئيس تحرير مجلة الكلية الأمريكية للجراحين (1996-2004) ورئيس الكلية الأمريكية للجراحين (1997-1998). بعد أن أمضى ما يقرب من 65 عامًا في مجال الجراحة، نشر مئات المقالات البحثية وفصولًا من الكتب المدرسية، وحصل على العديد من التكريم في الولايات المتحدة وخارجها. حاضر شوارتز في جميع أنحاء العالم كأستاذ زائر وتبرع للعديد من المساعي الخيرية. ولقد ترك تأثيره في التعليم الجراحي والقيادة على كل جراح ممارس تقريبًا في العالم.
عمل في مجلس أمناء المتحف الوطني للتاريخ الأمريكي التابع لمؤسسة سميثسونيان، وكذلك المجلس الاستشاري لقسم الجغرافيا والخرائط بمكتبة الكونغرس. في عام 2005، اِنتُخبَ لعضوية الجمعية الأمريكية للفلسفة.

## مُؤلفات

### في مجال الجراحة
ألف شوارتز العديد من الكتب حول تاريخ الجراحة، منها:
- America's Most Significant Contributions to Surgery
- Holystic Medicine – The Patron Saints of Medicine
- The Anatomist, The Barber-Surgeon and the King

### في مجال رسم الخرائط
- The Mapping of America
- This Land is Your Land: The Geographic Evolution of the United States ، Mis-Mapping of America
- Putting America on the Map